# MDF

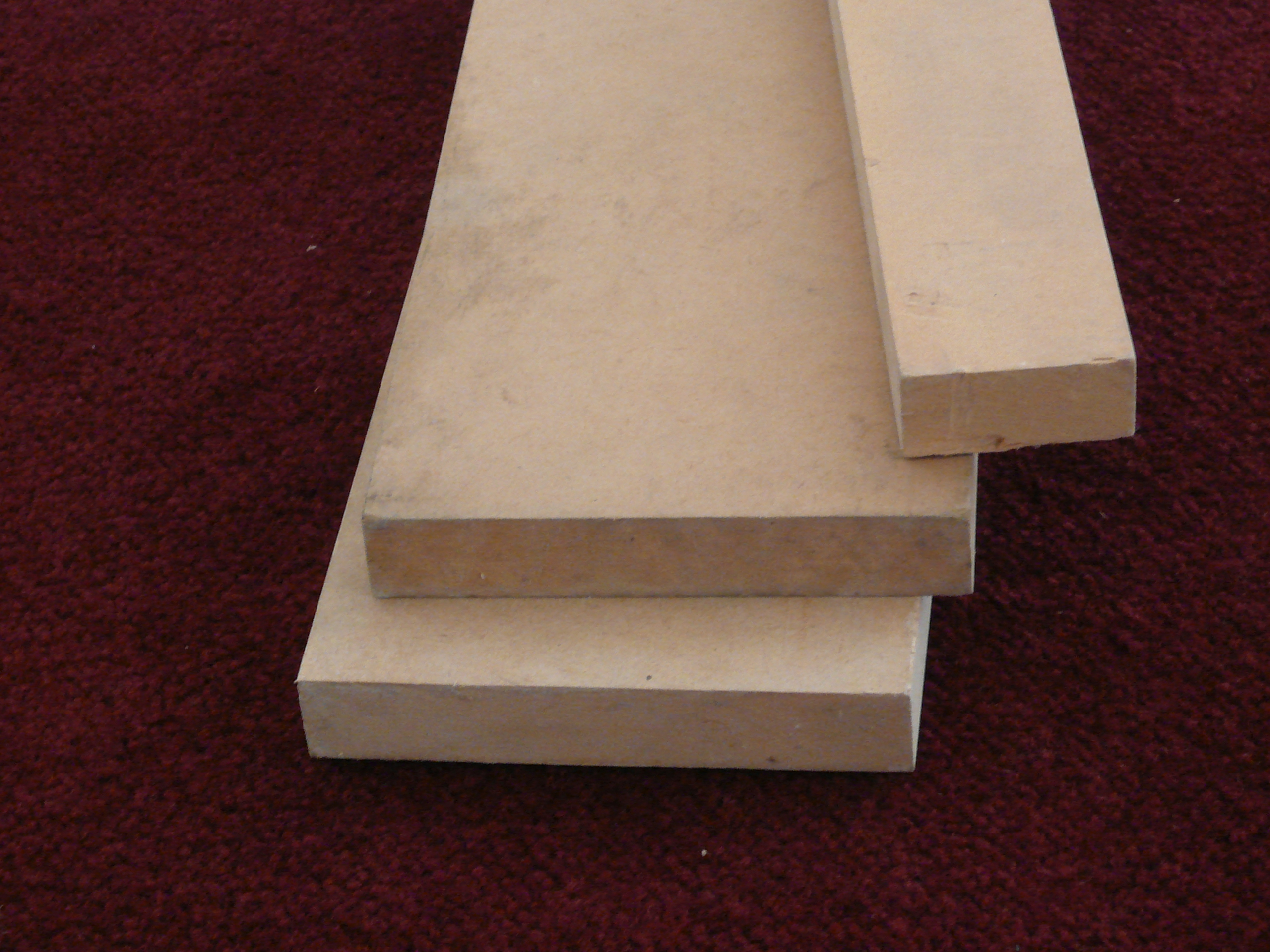
Exemplo de MDF

MDF (do inglês, Medium-density Fiberboard) é um material derivado da madeira, produzido através de seus resíduos. O MDF é um material uniforme, plano e denso, não possuindo nós. Empregado principalmente em móveis, é um ótimo substituto para a madeira, em exceção para quando é necessária maior rigidez.
O MDF é fabricado através da aglutinação de fibras de madeira com resinas sintéticas e outros aditivos. A madeira é desfibrada, e estes são cozidos no vapor e pressão, se separando uniformemente. Posteriormente são ligados com resinas e passam por um processo de calor e prensagem que lhe dá o tamanho desejado.
Produto relativamente recente, foi fabricado pela primeira vez no início dos anos 60 nos Estados Unidos. Em meados da década de 70, chegou à Europa, quando passou a ser produzido na antiga República Democrática Alemã e, posteriormente (1977), foi introduzido na Europa Ocidental através da Espanha. No Brasil, a primeira indústria iniciou sua produção no segundo semestre de 1994.
O MDF possui consistência e algumas características mecânicas que se aproximam às da cortiça. Algumas de suas caracteristicas são superiores às do aglomerado, caracterizando-se ambos por possuir boa estabilidade e grande capacidade de adsorção de tinta.
A homogeneidade proporcionada pela distribuição uniforme das fibras possibilita ao MDF acabamentos do tipo envernizado. É um material com várias aplicações e substitui com vantagens a própria madeira em muitas delas.
Existe uma preocupação quanto ao uso de formaldeído nas resinas empregadas na confecção de MDF e os riscos de saúde envolvidos. Potencialmente podem causar câncer. Ao manusear, é necessário ter em mente medidas preventivas.

## Tipos
As chapas de MDF são fabricadas com diferentes características, que variam em função de sua utilização final. Como exemplo citamos, além das chapas normais, as chapas resistentes ao fogo e as chapas resistentes a água. Existem também chapas fabricadas com maior quantidade de plástico, o que lhes permite aplicações que requeiram maior resistência à flexão ou a choques.
As espessuras das chapas variam de 3 mm até 60 mm, sendo as mais grossas utilizadas em elementos estruturais ou decorativos de arquitetura e móveis (pés torneados para mesas, por exemplo).
O MDF é oferecido ao mercado basicamente com três acabamentos: chapas cruas, chapas com revestimento laminado de baixa pressão e chapas com revestimento finish foil:
- As chapas cruas são fornecidas ao usuário principiante de forma que possa ser realizado o acabamento das peças através de pintura, revestimento com PVC ou estamparia;
- As chapas com revestimento com laminado de baixa pressão são produzidas através da pressão de um laminado (Papel Melaminico disponivel nos padroes madeirados e unicolores) sobre o MDF, que é fundida através de pressão e temperatura ao painel de MDF, resultando em uma chapa já pré-acabada. Pode-se revestir ambas as faces ou apenas uma, permitindo ao usuário usinar a face não revestida e acabá-la através de pintura acolchoamento;
- As chapas com revestimento finish foil são produzidas por adição de uma película de papel de fotografia, resultando em um produto já acabado. Essa película pode ser impressa com padrões madeirados ou em cores. Algumas chapas contêm partículas de sal.

## Usos e aplicações

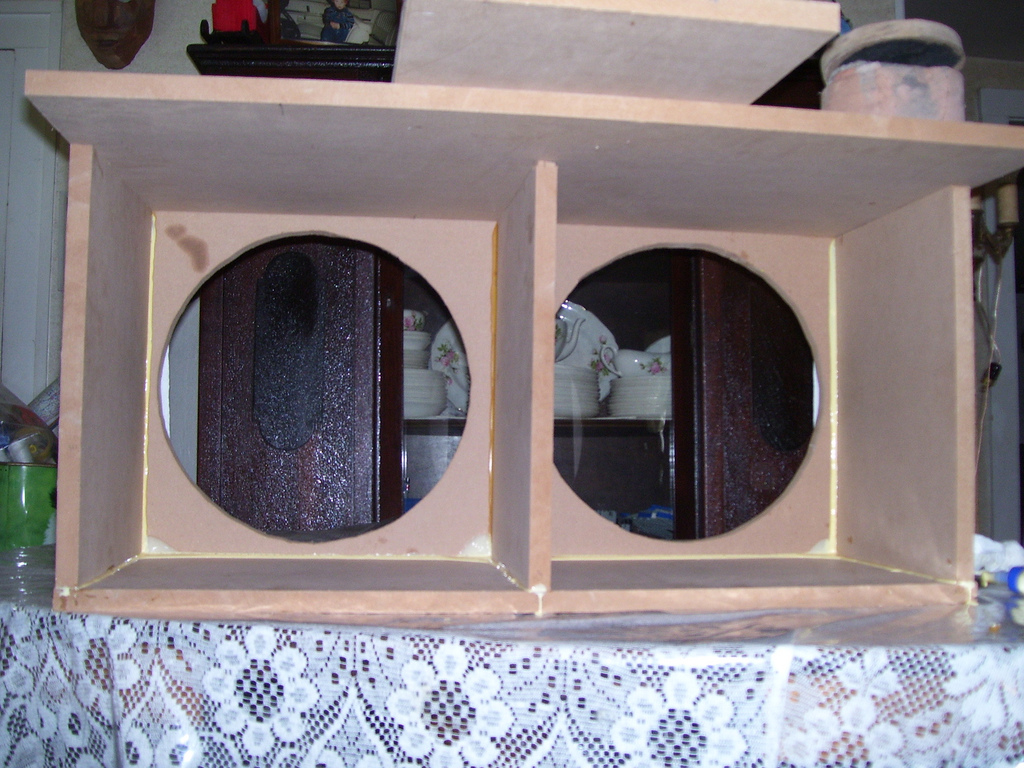
Caixa de som sendo construída em MDF

O MDF destina-se, principalmente, à indústria moveleira. O uso do MDF é frequente como componente de móveis para partes que requerem montagem. Destaca-se a componentes frontais, internos e laterais de móveis, fundos de gaveta e tampos de mesa, e ainda caixas de som.
Na construção civil, pode ser utilizado como pisos finos, rodapés, almofadas de portas, divisórias, portas usinadas, batentes, balaústres e peças torneadas.
Também já foi usada para a fabricação de bumerangues, mas foi substituída por materiais com maior resistência mecânica e densidade mais apropriada para o vôo. Apesar disso, algumas pessoas ainda o utilizam para o aprendizado, pois é de fácil usinagem.
A principal matéria-prima utilizada pelas fábricas de MDF é o pinus. No Brasil, a madeira de pinus é obtida a partir de plantios florestais de larga escala.

## Segurança
Quando o MDF é cortado, uma grande quantidade de partículas de poeira são liberadas para o ar. É importante que uma máscara seja usada e que o material seja cortado em um ambiente controlado e ventilado. É uma boa prática selar as arestas expostas para limitar as emissões dos aglutinantes contidos neste material.
Resina de formaldeído é comumente usado para unir as fibras em MDF, e os testes revelaram consistentemente que os produtos MDF emitem formaldeído livre e outros compostos orgânicos voláteis que representam riscos para a saúde em concentrações consideradas inseguras, durante pelo menos alguns meses após a fabricação.
A uréia-formaldeído permanece sendo liberada lentamente pelas bordas e superfície do MDF. Ao pintar, é uma boa ideia revestir todos os lados da peça acabada para selar o formaldeído livre. Os acabamentos de cera e óleo podem ser utilizados como acabamentos, mas são menos efetivos na vedação no formaldeído livre.
Se essas emissões constantes de formaldeído atingem níveis prejudiciais em ambientes do mundo real ainda não estão totalmente determinadas. A principal preocupação é para as indústrias que usam formaldeído. Já em 1987, o US EPA classificou-o como um "cancerígeno humano provável" e, após mais estudos, a OMS Agência Internacional de Pesquisa sobre o Câncer (IARC), em 1995 , também classificou-o como um "provável carcinógeno humano". Outras informações e avaliação de todos os dados conhecidos levaram o IARC a reclassificar o formaldeído como "carcinogênico humano conhecido" associado ao câncer de seio nasal e câncer de nasofaringe e possivelmente com leucemia em junho de 2004.
De acordo com o International Composite Board Emission Standards (ICBES), existem 3 classes europeias de formaldeído, a saber: E0, E1 e E2. Esta classificação é baseada na medição dos níveis de emissão de formaldeído. Por exemplo, E0 é classificado como tendo menos de 3 miligramas de formaldeído em cada 100 gramas de cola usada na fabricação de painéis de partículas e contraplacado. E1 e E2, inversamente, são classificados como tendo 9 e 30 gramas de formaldeído por 100 gramas de cola, respectivamente. Em todo o mundo, os sistemas de certificação e rotulagem variáveis estão disponíveis para esses produtos que podem ser explícitos para a liberação de formaldeído, como o da California California Air Resources Board (CARB).